# Ганс-Георг Гесс
Ганс-Георг Гесс (нім. Hans-Georg Hess; 6 травня 1923, Берлін — 29 березня 2008, Вунсторф) — німецький офіцер-підводник, оберлейтенант-цур-зее крігсмаріне. Кавалер Лицарського хреста Залізного хреста. 

## Біографія
В квітні 1940 року вступив на флот добровольцем. Спочатку служив на мінних катерах, а в квітні 1942 року був переведений на підводний флот. Здійснив 5 походів на підводному човні U-466 (в основному в Північну Атлантику). Під час п'ятого походу підводний човен був передислокований в Середземне море. З 10 жовтня 1944 року — командир U-995, здійснив 5 походів в Арктичні води, провівши в морі в цілому 113 днів. Всього за час війни потопив 6 кораблів загальною водотоннажністю 9474 тонни.
| Дата            | Назва корабля                            | Тип                 | Тоннаж | Вантаж                                                                      | Екіпаж | Загинули | Країна | Конвой |
| --------------- | ---------------------------------------- | ------------------- | ------ | --------------------------------------------------------------------------- | ------ | -------- | ------ | ------ |
| 5 грудня 1944   | Пролетарий                               | Торговий пароплав   | 1,123  |                                                                             | 56     | 29       | СРСР   | PK-20  |
| 21 грудня 1944  | Решительный                              | Катер               | 20     |                                                                             | 31     | 28       | СРСР   |        |
| 26 грудня 1944  | РТ-52 Сом                                | Рибальський човен   | 417    |                                                                             | 32     | 31       | СРСР   |        |
| 29 грудня 1944  | Т-883 (№37)                              | Військовий траулер  | 633    |                                                                             | 49     | 49       | СРСР   | KB-37  |
| 2 березня 1945  | ВО-224                                   | Патрульний корабель | 105    |                                                                             | 31     | 7        | СРСР   |        |
| 20 березня 1945 | Horace Bushnell (безповоротно втрачений) | Торговий пароплав   | 7,176  | 6500 тонн локомотивів, шин, боєприпасів, обладнання і вантажних автомобілів | 69     | 5        | США    | JW-65  |

8 травня 1945 року здався союзникам в Тронгеймі. В 1946 році звільнений з норвезького полону. Здобув юридичну освіту і працював юристом в Ганновері.

## Звання
- Матрос-єфрейтор (1 січня 1941)
- Боцмансмат (1 березня 1941)
- Боцман (1 квітня 1942)
- Обербоцман (1 травня 1942)
- Лейтенант-цур-зее резерву (1 березня 1943)
- Оберлейтенант-цур-зее резерву (1 березня 1944)

## Нагороди
- Нагрудний знак мінних тральщиків (1 серпня 1941)
- Залізний хрест
  - 2-го класу (1 вересня 1941)
  - 1-го класу (1 листопада 1943)
- Нагрудний знак підводника (1 липня 1943)
- Нагрудний знак «За поранення» в чорному (1 серпня 1943)
- Лицарський хрест Залізного хреста (11 лютого 1945)